# Шан (народ)
Шан (Шан: တႆး, бурм. ရှမ်းလူမျိုး, кин: 掸族) је назив за етничку групу тајског порекла која претежно живи у југоисточној Азији. Углавном живе у држави Шан на истоку Мјанмара, док мањих заједница има и у суседном Тајланду и Индији. Пошто се цензуси у Мјанмару нису одвијали још од 1935. године, рачуна се да Шана укупно има око 5 милиона, док се према другим изворима изводи да је њихова популација приближно 4-6 милион, и други су народ по бројности, после Бурманаца (68%). Монголоидне су расе.
Главни град државе Шан је Таунџи, истовремено пети највећи град у Мјанмару са око 390.000 житеља.

## Култура
Шани имају свој шан језик, који је члан тајске породице језика, а писмо им је доста слично бурманском. Већина Шана је билингвална са бурманским, а говори се у држави Шан, док се мањим делом говори у дивизији Сагаинг у Мјанмару, деловима Јунана, као и у северозападном Тајланду.
Већина Шана су теравада будисти; чине једну од четири највећих етничких група будистичке вероисповести, после Бурманаца, Мона и Аракана.